# Plectris afflicta
Plectris afflicta är en skalbaggsart som beskrevs av Blanchard 1850. Plectris afflicta ingår i släktet Plectris och familjen Melolonthidae. Inga underarter finns listade i Catalogue of Life.